# Cristóbal Gilharry
Cristóbal Gilharry (né le 2 septembre 1980 à Corozal Town au Belize) est un joueur de football international bélizien, qui évolue au poste de défenseur.

## Biographie

### Carrière en sélection
Cristóbal Gilharry reçoit neuf sélections en équipe du Belize, sans inscrire de but, entre 2007 et 2013.
Il joue son premier match en équipe nationale le 8 février 2007, contre le Salvador (défaite 2-1). Il reçoit sa dernière sélection le 16 juillet 2013, contre Cuba (défaite 4-0).
Il participe avec l'équipe du Belize, à la Gold Cup 2013 organisée aux États-Unis.

## Palmarès
Police United
- Championnat du Belize (2) :
  - Champion : 2013 (Clôture) et 2015 (Ouverture).
  - Vice-champion : 2014 (Clôture) et 2014 (Ouverture).